# Scratch Perverts
Scratch Perverts est un collectif britannique de hip-hop et d'electronica, originaire de Londres, en Angleterre.

## Histoire
Champions du monde du DMC par équipe en 1999 et 2001, Prime Cuts remporte également deux titres consécutifs de scratch mondial ITF, battant d'abord A-Trak à Hawaï en 1999, puis défendant son titre à Los Angeles l'année suivante. Plus One remporte le battle Vestax en 2000, puis le titre mondial DMC en 2001. Parmi leurs contributions techniques, on trouve la technique du « feedback », inspirée par Jimi Hendrix.
Ils prennent leur retraite de la compétition et se consacrent régulièrement au DJing, aux tournées et à une résidence à la Fabric de Londres. Ils produisent également leur propre musique.

### Harry Love
Harry Love est un producteur et DJ  anglais de hip-hop originaire de Laylow, Ladbroke Grove, à Londres. Il produit des beats pour des artistes tels que Jehst, Verb T, et Klashnekoff,,,. Il est un ancien membre des Scratch Perverts dans les années 1990.

### DJ Heroet2
Le groupe contribue au jeu musical DJ Hero d'Activision, en proposant une setlist de cinq titres pour le jeu, ainsi que deux mixes du groupe pour la suite.

## Discographie

### Albums studio
- 2000 : The Cleaner – Rawkus (HHC Magazine)

### Singles
- 2004 : Come get it – Scratch Perverts Records
- 2007 : Stand By – Super Charget

### Albums mixés
- 1998 : B Boys Revenge – History in the Makin (X-Treme Records)
- 2001 : Mad Skillz + Space – Space
- 2003 : Badmeaningood Vol. 4 – Ultimate Dilemma
- 2004 : Essential Mix – Kein Label
- 2005 : FabricLive. 22 – Fabric
- 2005 : Fabric Big Issue CD – Fabric (Big Issue)
- 2007 : Watch The Ride (Harmless Records)
- 2007 : TC Evolution (CD2) (D-Style Recordings)
- 2009 : Beatdown (Fabric
- 2010 : Mixed... Scratch Perverts (Ministry of Sound)